# Feuilleton (Walzer)
Feuilleton ist ein Walzer von Johann Strauss Sohn (op. 293). Das Werk wurde am 24. Januar 1865 im Sofienbad-Saal in Wien erstmals aufgeführt.

## Einzelnachweis
1. ↑  Quelle: Englische Version des Booklets (Seite 35) in der 52 CDs umfassenden Gesamtausgabe der Orchesterwerke von Johann Strauß (Sohn), Hrsg. Naxos (Label). Das Werk ist als zehnter Titel auf der 10. CD zu hören.